# Parti national religieux (2023)
Pour les articles homonymes, voir Parti national religieux.
Le Parti national religieux - Sionisme religieux, ou surnommé Mafdal - Sionisme religieux, est un parti politique israélien d'extrême droite fondé en août 2023.
La création du parti est l'aboutissement d'un processus de fusion entre le Parti sioniste religieux de Bezalel Smotrich et Le Foyer juif. À sa fondation, le parti est composé des septs députés du Parti sioniste religieux, le Foyer juif n'ayant pas atteint le seuil en 2022.
La fusion est analysée comme une décision pragmatique, le Parti sioniste religieux souhaitant se consolider à l'échelle municipale, tandis que Le Foyer juif espère retrouver une influence parlementaire auprès des sept députés et aux prochaines élections.

## Historique

### Contexte
Le Parti national religieux, ou surnommé Mafdal, est fondé en 1956 en tant que fusion entre Mizrahi et le parti Hapoel Hamizrahi. Fort de cette union, Mafdal va s'imposer comme un parti nationaliste-religieux important pendant plusieurs décennies.
En 1999, à la fin de la quatorzième législature de la Knesset, les députés Hanan Porat et Zvi Hendel ont démissionné du Parti national religieux et ont fondé le parti Tkuma. Depuis cette scission, de nombreuses tentatives ont été faites pour fusionner les partis nationalistes religieux en un parti unique, sans succès.
En 2008, dans la perspective des élections législatives du 10 février 2009, le parti Le Foyer juif est créé avec l'objectif d'unifier l'électorat des sionistes et nationalistes religieux sous la forme d'un parti unique, avec Tkuma et les anciens membres du Parti national religieux (Mafdal). Cependant, cette tentative est un échec et Tkuma se retire du parti avant les élections face à l'influence des anciens membres de Mafdal.
Après ces élections de 2009, entre la dix-neuvième et vingt-troisième législature de la Knesset, c'est-à-dire entre 2013 et 2021, Tkuma et Le Foyer juif se sont toujours présentés à la Knesset sous la forme d'une liste commune, incluant parfois d'autres partis.
Cependant, à l'occasion des élections législatives du 21 mars 2021, Tkuma s'est renommé « Parti sioniste religieux » et pour la première fois, a signé un accord pour la présentation d'une liste commune avec d'autres partenaires que son allié historique Le Foyer juif, ne parvenant pas à aboutir un accord de liste. Le Parti sioniste religieux s'allie, à partir de cette élection, avec Otzma Yehudit et Noam.
Lors des élections législatives du 1er novembre 2022, Le Foyer juif s'est présenté avec Yamina, mais ils n'ont pas franchit le seuil.

### Fondation
À partir de mai 2023, les deux partis du Parti sioniste religieux et Le Foyer juif entrent en négociations pour la création d'un parti unique, à l'approche des élections municipales d'octobre 2023 (en), malgré les tensions et désaccords stratégiques et idéologiques mutuels.
Le 3 août 2023, Bezalel Smotrich, ministre et président du parti Parti sioniste religieux signe un accord de fusion des partis avec Hagit Moshe (en), présidente du parti Le Foyer juif. Selon l'accord, les institutions dirigeantes internes du Foyer juif sont dissoutes et ses quatre-vingts membres sont rattachés aux institutions internes du Parti sioniste religieux.
L'accord signé en août stipule la convocation de primaires internes d'ici 3 mois, les deux partis ont approuvé l'accord en interne le 23 août,. Selon plusieurs analyses, cette fusion contente les deux partis, puisque le Parti sioniste religieux souhaite consolider son implantation à l'échelon municipal, tandis que Le Foyer juif souhaite rembourser sa dette et retrouver une influence à la Knesset.

### Idéologie
Le Parti national religieux, comme son prédécesseur crée en 1956, est un parti sioniste et nationaliste religieux. Il défend les intérêts des juifs orthodoxes et des colons israéliens, soutenant la colonisation dans le Plateau du Golan et en Cisjordanie.
Il est suprémaciste juif,.